# جوش ألتمان
جوش ألتمان (بالإنجليزية: Josh Altman)‏ هو شخصية أعمال أمريكي، ولد في 10 مارس 1979 في نيوتن في الولايات المتحدة.

## وصلات خارجية
- الموقع الرسمي
- جوش ألتمان على موقع IMDb (الإنجليزية)